# Playa (Kralendijk)
Playa  – dzielnica (wijk) miasta Kralendijk w gminie zamorskiej Bonaire, na wyspie o tej samej nazwie, w Holandii Karaibskiej. Była początkowo jedną z pierwszych wiosek wyspy. Widnieje we fladze gminy zamorskiej, jako jeden z sześciu promieni gwiazdy. 1 stycznia 2020 r. liczyła 199 mieszkańców. Leży w środkowej części miasta. 